# Посьєт
Посьєт (рос. Посьет) — селище міського типу в Хасанському районі Приморського краю Росії, разом з селом Гвоздьова утворює Посьєтське міське поселення.
Населення — 3142 особи (2010 рік).

## Географія
Розташоване на Новгородському півострові в затоці Посьєт Японського моря. Залізнична станція. Відстань до районного центру, селища  Слов'янка, становить 52 км, до крайового Владивостока — близько 230 км.
Посьєт — один із найпівденніших населених пунктів Російської Федерації (наприклад, на південь від Адлера) і найпівденніший порт країни.

## Клімат
В Посьєті мусонний клімат з помірно холодною взимку і задушливим тривалим літом. Взимку переважає ясна погода, вітер дме з материка і приносить із північного заходу холодні повітряні маси. У першій половині літа переважає похмура погода, у другій половині — хмарна і ясна. Влітку дмуть вітри східних напрямків.
Завдяки впливу теплої течії [Курошіо]] температура повітря в Посьєті, у середньому, на 1-2 °C вища, ніж в крайовому центрі Владивостоку.
Середня температура за період 2000-2011 рр.. коливалася в межах −6,1 і −12,7 °C в січні, −2,4 і −8,9 °C в лютому, −3,0 і 3, 0 °C в березні, 4,4 і 8,1 °C в квітні, 9,0 і 12,8 °C в травні, 13,5 і 18,1 °C в червні, 17,4 і 21,1 °C в липні, 19,8 і 23,5 °C в серпні, 16,4 і 17,8 °C у вересні, 8,3 і 11,6 °C у жовтні, −2,6 і 3,3 °C у листопаді, −4,2 і −10,4 °C у грудні.
Абсолютний максимум за період 2000–2011 рр.. був зафіксований 27 липня 2007 року і становив 33,7 °C, а 3 серпня 1988 року температура піднялася до 34,9 °C. Абсолютний мінімум за цей період був зафіксований 14 та 15 січня 2001 року і становив −23,5 °C. Проте, 27 січня 1998 року температура повітря опускалася до −24,3 °C.
Купальний сезон в Посьєт триває з середини червня по вересень. У серпні температура води становить +23,3 °C.
- Середньорічна температура повітря — 6,6 °C
- Відносна вологість повітря — 68,6 %
- Середня швидкість вітру — 3,5 м/с

| Клімат Посьєта          | Клімат Посьєта | Клімат Посьєта | Клімат Посьєта | Клімат Посьєта | Клімат Посьєта | Клімат Посьєта | Клімат Посьєта | Клімат Посьєта | Клімат Посьєта | Клімат Посьєта | Клімат Посьєта | Клімат Посьєта | Клімат Посьєта |
| Показник                | Січ.           | Лют.           | Бер.           | Квіт.          | Трав.          | Черв.          | Лип.           | Серп.          | Вер.           | Жовт.          | Лист.          | Груд.          | Рік            |
| Абсолютний максимум, °C | 9,0            | 9,0            | 15,9           | 23,8           | 27,3           | 30,9           | 32,4           | 34,9           | 29,3           | 25,3           | 18,5           | 8,1            | 34,9           |
| Середній максимум, °C   | −4,7           | −2,3           | 4,1            | 11,0           | 15,6           | 19,4           | 23,0           | 24,2           | 20,3           | 14,0           | 5,8            | −2,6           | 10,7           |
| Середня температура, °C | −10            | −6,8           | −0,5           | 6,1            | 11,1           | 14,9           | 19,4           | 21,1           | 16,8           | 9,6            | 0,8            | −6,8           | 6,3            |
| Середній мінімум, °C    | −13,4          | −10,4          | −4,3           | 3,7            | 8,7            | 12,9           | 17,3           | 19,3           | 13,9           | 5,3            | −3,1           | −10,5          | 3,3            |
| Абсолютний мінімум, °C  | −23,5          | −21,5          | −15,7          | −3,3           | 1,5            | 6,7            | 10,9           | 13,7           | 5,3            | −7,4           | −14,7          | −21,5          | −23,5          |
| ----------------------- | -------------- | -------------- | -------------- | -------------- | -------------- | -------------- | -------------- | -------------- | -------------- | -------------- | -------------- | -------------- | -------------- |
| Джерело: ЕСИМО          |                |                |                |                |                |                |                |                |                |                |                |                |                |

| Клімат Посьєта          | Клімат Посьєта | Клімат Посьєта | Клімат Посьєта | Клімат Посьєта | Клімат Посьєта | Клімат Посьєта | Клімат Посьєта | Клімат Посьєта | Клімат Посьєта | Клімат Посьєта | Клімат Посьєта | Клімат Посьєта | Клімат Посьєта |
| Показник                | Січ.           | Лют.           | Бер.           | Квіт.          | Трав.          | Черв.          | Лип.           | Серп.          | Вер.           | Жовт.          | Лист.          | Груд.          | Рік            |
| Абсолютний максимум, °C | 5,1            | 13,2           | 16,0           | 26,9           | 30,1           | 33,2           | 33,7           | 33,2           | 31,4           | 26,0           | 19,5           | 8,2            | 33,7           |
| Середній максимум, °C   | −4,9           | −0,7           | 5,0            | 12,0           | 15,7           | 20,2           | 22,5           | 25,8           | 22,3           | 15,6           | 5,1            | −3,3           | 11,3           |
| Середня температура, °C | −9,4           | −5,8           | 0,0            | 6,5            | 10,9           | 15,8           | 19,2           | 21,7           | 17,3           | 10,2           | 0,5            | −7,4           | 6,7            |
| Середній мінімум, °C    | −13,5          | −10,5          | −4,6           | 2,3            | 7,4            | 12,6           | 16,9           | 18,6           | 12,9           | 5,4            | −3,6           | −11,1          | 2,8            |
| ----------------------- | -------------- | -------------- | -------------- | -------------- | -------------- | -------------- | -------------- | -------------- | -------------- | -------------- | -------------- | -------------- | -------------- |
| Джерело: «TuTiempo.net» |                |                |                |                |                |                |                |                |                |                |                |                |                |

| Середньодобова температура повітря за даними NASA | Середньодобова температура повітря за даними NASA | Середньодобова температура повітря за даними NASA | Середньодобова температура повітря за даними NASA | Середньодобова температура повітря за даними NASA | Середньодобова температура повітря за даними NASA | Середньодобова температура повітря за даними NASA | Середньодобова температура повітря за даними NASA | Середньодобова температура повітря за даними NASA | Середньодобова температура повітря за даними NASA | Середньодобова температура повітря за даними NASA | Середньодобова температура повітря за даними NASA | Середньодобова температура повітря за даними NASA |
| Січень                                            | Лютий                                             | Березень                                          | Квітень                                           | Травень                                           | Червень                                           | Липень                                            | Серпень                                           | Вересень                                          | Жовтень                                           | Листопаді                                         | Грудень                                           | Рік                                               |
| −9,4 °C                                           | −6,0 °C                                           | −0,2 °C                                           | 6,3 °C                                            | 11,2 °C                                           | 14,9 °C                                           | 19,1 °C                                           | 21,2 °C                                           | 17,0 °C                                           | 9,9 °C                                            | 0,8 °C                                            | −6,7 °C                                           | 6,6 °C                                            |
| ------------------------------------------------- | ------------------------------------------------- | ------------------------------------------------- | ------------------------------------------------- | ------------------------------------------------- | ------------------------------------------------- | ------------------------------------------------- | ------------------------------------------------- | ------------------------------------------------- | ------------------------------------------------- | ------------------------------------------------- | ------------------------------------------------- | ------------------------------------------------- |

| Температура води селища Посьєт | Температура води селища Посьєт | Температура води селища Посьєт | Температура води селища Посьєт | Температура води селища Посьєт | Температура води селища Посьєт | Температура води селища Посьєт | Температура води селища Посьєт | Температура води селища Посьєт | Температура води селища Посьєт | Температура води селища Посьєт | Температура води селища Посьєт | Температура води селища Посьєт | Температура води селища Посьєт |
| Місяць                         | Січень                         | Лютий                          | Березень                       | Квітень                        | Травень                        | Червень                        | Липень                         | Серпень                        | Вересень                       | Жовтень                        | Листопаді                      | Грудень                        | Рік                            |
| Абсолютний максимум            | 0,5 °C                         | −0,1 °C                        | 6,4 °C                         | 11,9 °C                        | 18,4 °C                        | 25,0 °C                        | 28,6 °C                        | 29,1 °C                        | 26,3 °C                        | 20,3 °C                        | 15,1 °C                        | 4,0 °C                         | 29,1 °C                        |
| Середня                        | −1,5 °C                        | −1,4 °C                        | 0,0 °C                         | 5,2 °C                         | 11,4 °C                        | 16,7 °C                        | 21,2 °C                        | 23,3 °C                        | 19,7 °C                        | 12,6 °C                        | 4,2 °C                         | −0,7 °C                        | 9,3 °C                         |
| Абсолютний мінімум             | −1,9 °C                        | −1,9 °C                        | −1,7 °C                        | −0,6 °C                        | 5,1 °C                         | 10,4 °C                        | 13,0 °C                        | 17,4 °C                        | 13,5 °C                        | 1,0 °C                         | −1,7 °C                        | −1,9 °C                        | −1,9 °C                        |
| ------------------------------ | ------------------------------ | ------------------------------ | ------------------------------ | ------------------------------ | ------------------------------ | ------------------------------ | ------------------------------ | ------------------------------ | ------------------------------ | ------------------------------ | ------------------------------ | ------------------------------ | ------------------------------ |

## Історія

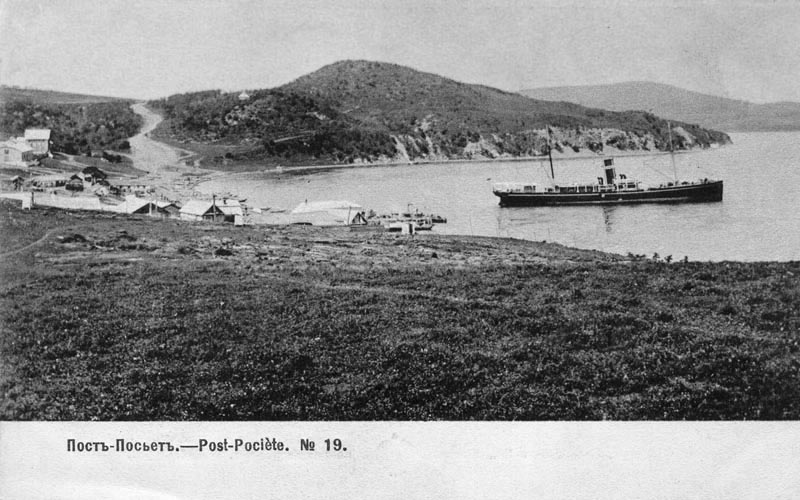
Посьєт у 1900-х роках

Селище було засноване російськими моряками як військовий пост 11 квітня 1860 року, що робить його найстарішим населеним пунктом Приморського краю. Спочатку пост мав подвійну назву: Новгородський — за назвою бухти, описаної експедицією  М. М. Муравйова-Амурського, і Посьєт — на честь російського мореплавця адмірала К. М. Посьєта (1819-1899).
Статус селища міського типу — з 1943 року.

## Населення
Населення за переписом 2002 року становило 2927 осіб, з яких 67,7 % чоловіків і 32,3 % жінок. На 2010 рік все населення селища оцінювалося в 3142 осіб.

## Економіка
Найбільше підприємство — ВАТ «Торговий порт Посьєт» (належить компанії «Мечел»), який володіє трьома причалами гравітаційного типу довжиною 450 метрів. Порт взимку практично не замерзає.
Також розвинена рибна промисловість.

## Відомі люди
- Кізімов Юрій Іванович — український художник декоративно-прикладного мистецтва, графік.